# 臺中縣
臺中縣為中華民國已廢止的行政區，位於中臺灣的臺中都會區內，以人口計曾為台灣第三大縣，下轄3市5鎮13鄉，縣政府設於豐原市。2009年6月23日，行政院核准「臺中縣市合併改制直轄市案」，於2010年12月25日升格臺中市。

## 地理
臺中縣位於臺灣中部，北與苗栗縣、新竹縣接壤、南臨彰化縣、南投縣、東方與宜蘭縣、花蓮縣相鄰，西臨台灣海峽，中央包圍著原臺中市。
臺中縣東半部為雪山山脈南端，為大甲溪流域上游；中央包括臺中市為台中盆地，盆地以西為縱向的大肚台地，俗稱大肚山；大肚山以西則為沿海的平原。
境內河川主要皆由東向西，流入台灣海峽。主要河川由北而南有：
- 大安溪－溪流一部分做為與苗栗縣的界河。
- 大甲溪－全流域皆在縣內，流經本縣中央偏北。
- 烏溪（大肚溪）－為本縣與彰化縣、南投縣界河，主溪流以北各支流散布於本縣及臺中市內。

## 歷史

### 行政區劃歷史
早期為道卡斯族、拍瀑拉族、巴宰族、洪雅族等台灣平埔族群和泰雅族部落定居於此。17世紀，巴布拉族與巴布薩族、巴則海族、洪雅族、道卡斯族已成立大肚王國。
明鄭時期，鄭經繼位之後，隸屬天興州。清康熙22年（1683年），施琅攻下台灣，次年設台灣府，將天興州改為諸羅縣（今嘉義至基隆）。雍正元年間，設立彰化縣（今雲林至臺中）。1887年，台灣建省之後改為台灣縣。
日治時期，1895年8月改為台灣民政支部。1896年台中縣設立（今之臺中縣市、彰化縣、南投縣）。1901年改縣為廳。1920年，改為臺中州；下設台中、彰化兩市及大屯、豐原、東勢、大甲、彰化、員林、北斗、南投、新高、能高、竹山等十一郡五十七街庄。州設州廳，郡市設郡市役所，街庄設街庄役場，分層辦理地方事務。
1945年戰後，中華民國接收臺灣後設臺中縣，縣治設於員林，原轄台中、彰化兩市，改為省轄市，大屯等十一郡改設區署，街庄改設鄉鎮，並將南屯、西屯、北屯三鄉，改隸於臺中市。1950年10月25日，臺灣的行政區由8縣9市重新劃分為16縣5市，原臺中縣、彰化市合併劃分為台中、彰化、南投三縣，彰化市改為縣轄市，在新的區劃塵埃落定之前，豐原鎮、清水鎮曾爆發縣治之爭，雙方人馬紛紛發動連署，向當時的臺灣省參議會陳情豐原與清水之爭，延續到第一屆臺中縣縣長選舉。豐原鎮鎮長陳水潭與清水鎮鎮長蔡卯生再次槓上，後來演變成臺中縣的紅派與黑派之爭。臺中縣縣治最終改設於豐原鎮。
1976年3月1日，豐原鎮改制為豐原市。1993年11月1日，大里鄉改制為大里市。1996年8月1日，太平鄉改制為太平市。2010年，臺中縣與臺中市合併升格為直轄市，臺中縣走入歷史。

### 臺中縣政府歷史
- 1945年中華民國政府接收臺灣後，臺中州政府改為臺中縣政府。短暫的與臺中市政府合署使用臺中州廳廳舍後，縣政府旋即遷至員林國小校舍辦公。
- 1950年臺中縣與彰化市轄區合併劃分為之臺中、彰化、南投三縣，臺中縣政府遷至豐原鎮中山路瑞穗國小校舍辦公。[3]:2-3
- 1976年縣政府遷入同一街區面向中興路的新建大樓（今臺中市政府衛生局址）辦公。[3]:5-7
- 1996年縣政府再遷往位於陽明街的新建大樓（今臺中市政府陽明大樓）辦公。
- 2010年，臺中縣與臺中市合併升格為直轄市後，原縣政府址改為陽明大樓（臺中市政府的第二辦公大樓）。

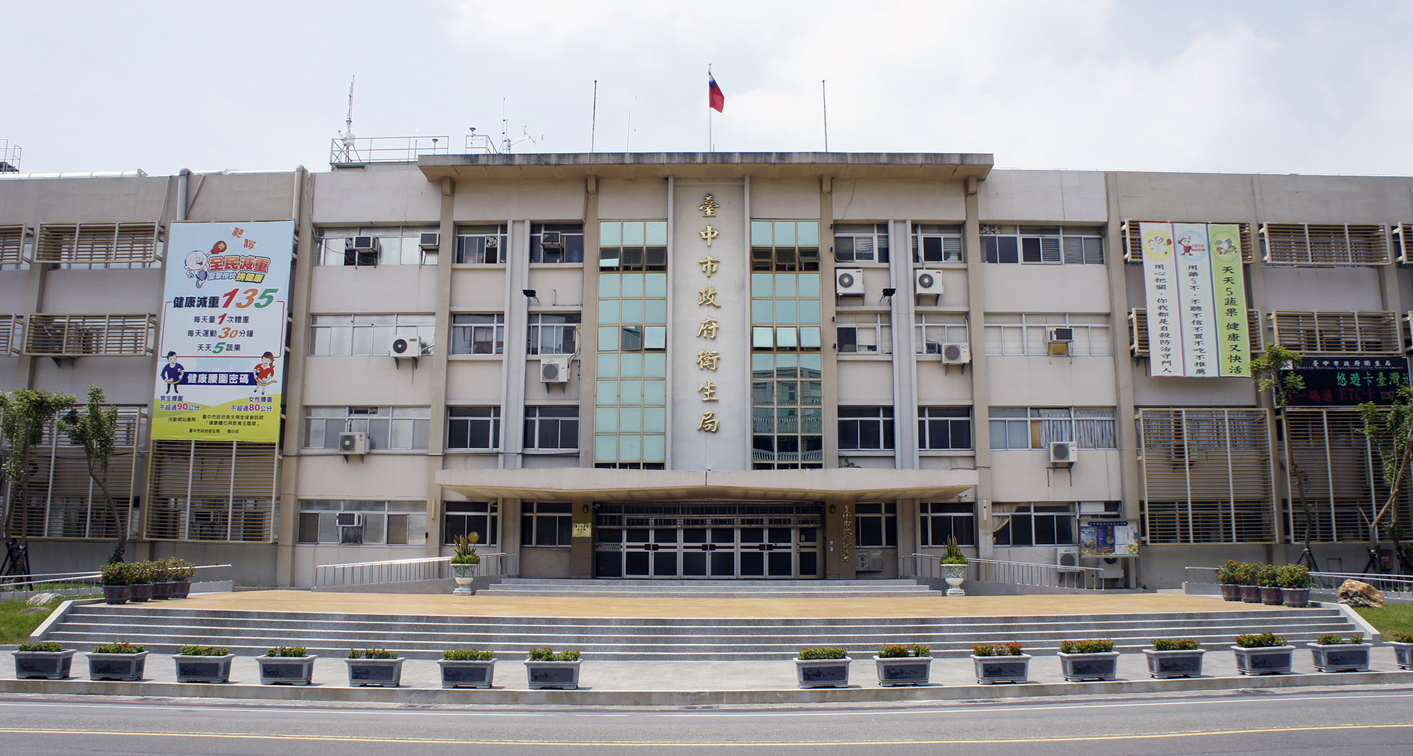
1976年的臺中縣政府大樓（今臺中市政府衛生局址）
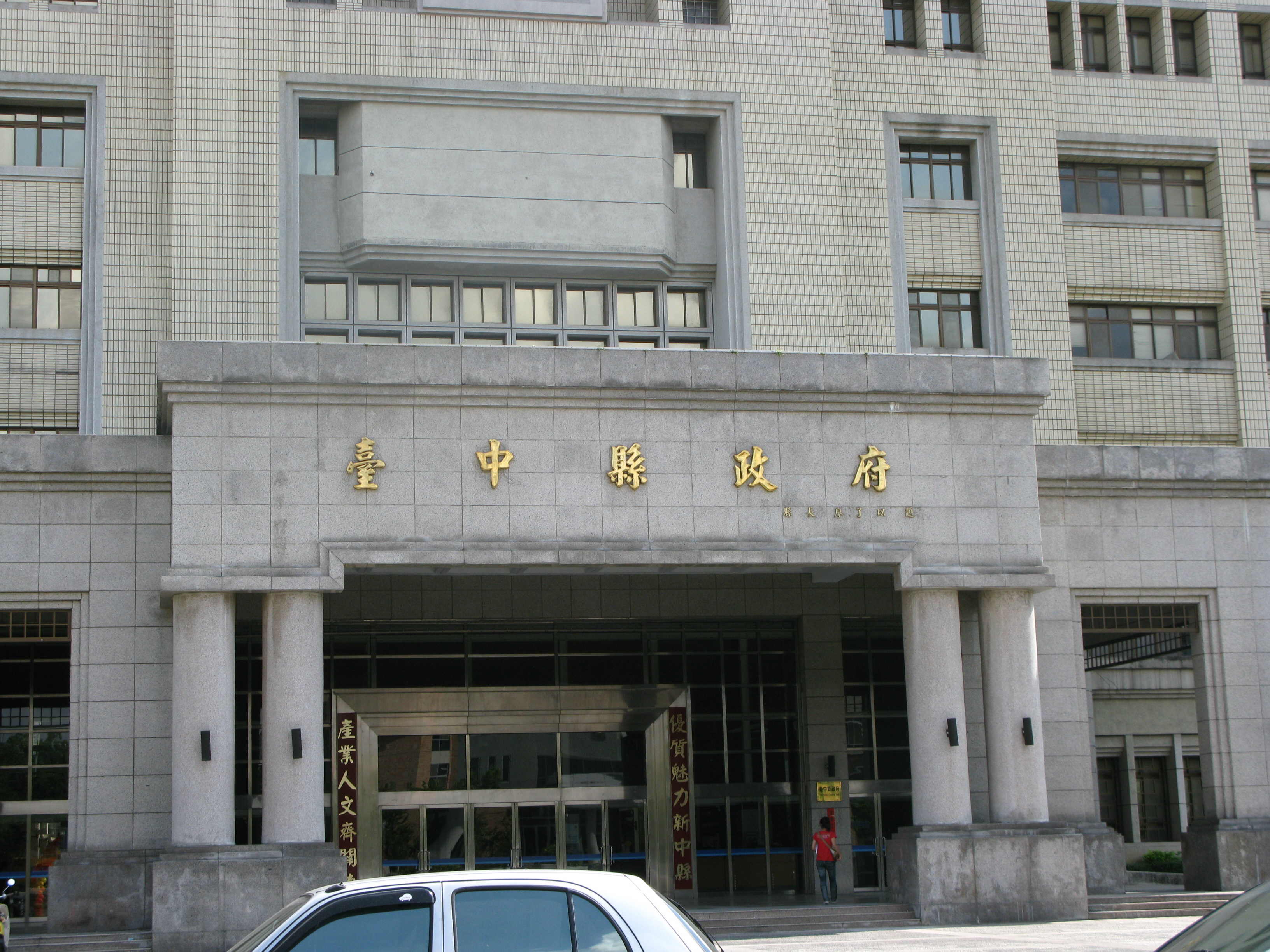
1996年的臺中縣政府大樓（今臺中市政府陽明大樓）
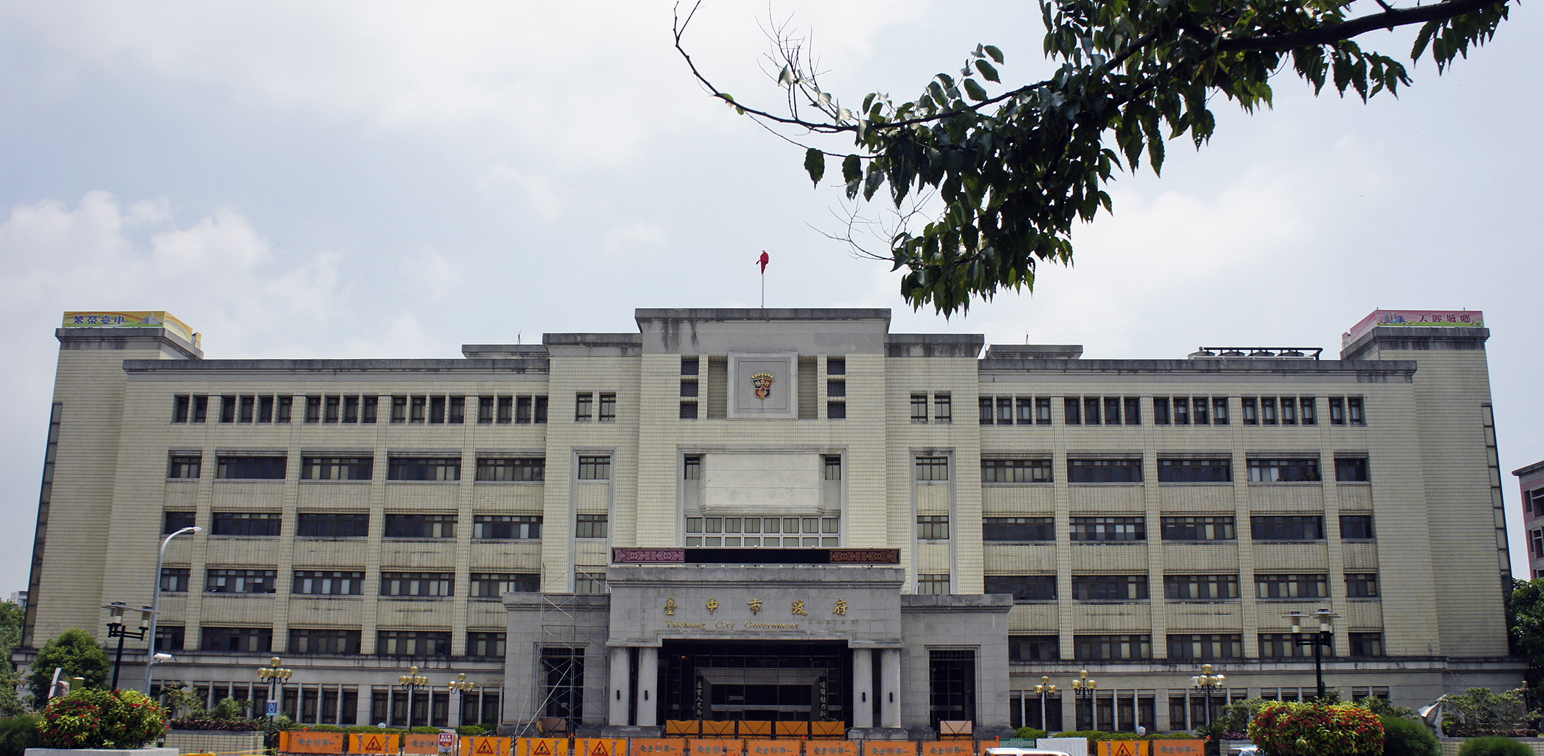
臺中市政府陽明大樓

## 政治

### 歷任縣長

#### 實施地方自治前
| 任次 | 姓名   | 就任時間       | 卸任時間       | 備註 |
| ---- | ------ | -------------- | -------------- | ---- |
| 1    | 劉存忠 | 1945年11月26日 | 1946年12月12日 | 首任 |
| 2    | 宋增榘 | 1946年12月12日 | 1948年2月      |      |
| 3    | 龔覆端 | 1948年2月      | 1949年1月      |      |
| 4    |        | 1949年1月      | 1950年10月     |      |
| 5    | 馮世欣 | 1950年10月     | 1951年6月1日   |      |

#### 實施地方自治後
| 任次 | 肖像           | 姓名 (生–卒)       | 在任時間       | 在任時間       | 黨籍               | 屆次                                   | 備註                          |
| ---- | -------------- | ------------------ | -------------- | -------------- | ------------------ | -------------------------------------- | ----------------------------- |
| 1    |                | 林鶴年 (1914–1994) | 1951年6月1日   | 1954年6月2日   | 無黨籍→ 中國國民黨 | 1                                      | 首位民選縣長。 台中紅派始祖。 |
| 2    |                | 陳水潭 (1897–1956) | 1954年6月2日   | 1956年2月14日  | 中國國民黨         | 2                                      | 任內逝世。 台中黑派始祖。     |
| 代理 |                | 張維光             | 1956年2月15日  | 1956年4月15日  | 中國國民黨         | 2                                      | 臺灣省政府委員代理。          |
| 3    |                | 廖五湖             | 1956年4月16日  | 1957年6月2日   | 中國國民黨         | 2                                      | 補選上任。                    |
| 4    |                | 林鶴年 (1914–1994) | 1957年6月2日   | 1960年6月2日   | 中國國民黨         | 3                                      |                               |
| 5    |                | 何金生             | 1960年6月2日   | 1964年6月2日   | 中國國民黨         | 4                                      | 縣長任期由三年延長為四年。    |
| 6    |                | 林鶴年 (1914–1994) | 1964年6月2日   | 1968年6月2日   | 中國國民黨         | 5                                      | 首位三度當選的縣長。          |
| 7    |                | 王子癸             | 1968年6月2日   | 1973年2月1日   | 中國國民黨         | 6                                      | 為合併選舉延長任期。          |
| 8    |                | 陳孟鈴 (1934–2009) | 1973年2月1日   | 1977年12月20日 | 中國國民黨         | 7                                      |                               |
| 8    | 1977年12月20日 | 陳孟鈴 (1934–2009) | 1981年12月20日 | 8              | 中國國民黨         | 首位連任成功的 中國國民黨籍縣長。      |                               |
| 9    |                | 陳庚金 (1939–)     | 1981年12月20日 | 1985年12月20日 | 中國國民黨         | 9                                      |                               |
| 9    | 1985年12月20日 | 陳庚金 (1939–)     | 1989年12月20日 | 10             | 中國國民黨         |                                        |                               |
| 10   |                | 廖了以 (1947–)     | 1989年12月20日 | 1993年12月20日 | 中國國民黨         | 11                                     |                               |
| 10   | 1993年12月20日 | 廖了以 (1947–)     | 1997年12月20日 | 12             | 中國國民黨         |                                        |                               |
| 11   |                | 廖永來 (1956–)     | 1997年12月20日 | 2001年12月19日 | 民主進步黨         | 13                                     | 首位 民主進步黨籍縣長。       |
| 12   |                | 黃仲生 (1942–)     | 2001年12月20日 | 2005年12月20日 | 中國國民黨         | 14                                     |                               |
| 12   | 2005年12月20日 | 黃仲生 (1942–)     | 2010年12月25日 | 15             | 中國國民黨         | 末任，因與臺中市合併改制直轄市而延任。 |                               |

## 行政區劃
| 臺中縣行政區劃 |
| --- |
| 臺 中 市 潭子鄉 大雅鄉 神岡鄉 后里鄉 豐原市 石岡鄉 新社鄉 東勢鎮 和平鄉 大安鄉 大甲鎮 外埔鄉 清水鎮 梧棲鎮 沙鹿鎮 龍井鄉 大肚鄉 烏日鄉 大里市 太平市 霧峰鄉 苗栗縣 新竹縣 宜蘭縣 花蓮縣 南投縣 彰化縣 |

### 歷史年表
- 民國三十四年（1945年）臺灣脫離日本統治，臺中州改制為臺中縣，彰化市改制為省轄市。
- 民國三十六年（1947年），臺中市改制為省轄市，並將北屯鄉、西屯鄉、南屯鄉劃入臺中市，縣治遷至員林鎮，共轄有11縣轄區57個鄉鎮。
- 民國三十九年（1950年）調整行政區域，將南投區、玉山區、能高區、竹山區等5鎮7鄉合併分出南投縣，原省轄彰化市與彰化區、員林區、北斗區的7鎮14鄉合併分出彰化縣，臺中縣由豐原區的1鎮4鄉、大甲區的4鎮4鄉、東勢區的1鎮3鄉、大屯區的4鄉等21個鄉鎮組成，縣治遷至豐原鎮，轄6鎮、15鄉。
- 民國六十五年（1976年）縣治豐原鎮升格為縣轄市。
- 民國八十二年（1993年）大里鄉升格為縣轄市。
- 民國八十五年（1996年）太平鄉升格為縣轄市，臺中縣至廢除前下轄3市（豐原市、大里市、太平市）、5鎮（大甲鎮、清水鎮、沙鹿鎮、梧棲鎮、東勢鎮）、13鄉（龍井鄉、大肚鄉、大安鄉、外埔鄉、后里鄉、潭子鄉、大雅鄉、神岡鄉、石岡鄉、新社鄉、霧峰鄉、烏日鄉，和平鄉為山地鄉），最北面為海線地區的大甲鎮鄰近苗栗縣苑裡鎮，最南面為霧峰鄉鄰近南投縣，而東面為和平鄉鄰近花蓮縣與宜蘭縣以及新竹縣。

### 傳統分區
由於臺中市及大肚山使臺中縣形成三塊明顯分隔的區域，因此習慣上分為山（山線）、海（海線）、屯（屯區）三個區域。三個區域扣除和平鄉面積特大但人口特稀，其餘三地面積及人口數量皆差異不大，各約莫50萬人口，形成位居中央的臺中市100萬人口的衛星城鎮。
山線範圍：
包括臺中市以北、大肚山以東的範圍，由於區內地形及文化上有明顯落差，自新社河階以東的區域可再區分為山城地區，包含東勢鎮、石岡鄉、新社鄉及和平鄉。而台中盆地北緣與后里台地，包括豐原市、潭子鄉、大雅鄉、神岡鄉及后里鄉，則為普遍代表的山線地區。
海線範圍：
大肚台地以西至海岸的地帶，包括大甲鎮、大安鄉、外埔鄉、清水鎮、沙鹿鎮、梧棲鎮、龍井鄉及大肚鄉等八鄉鎮。
屯區範圍：
位於臺中市東南側的四個鄉市。由於緊鄰臺中市區，因此與之互動比山線或海線頻繁，並且在都市擴張下市區人口大量遷入，發展及規劃與台中市關聯度相當緊密，都市化程度也較山線及海線為高。包括大里市、太平市、霧峰鄉及烏日鄉。

## 交通

### 鐵路

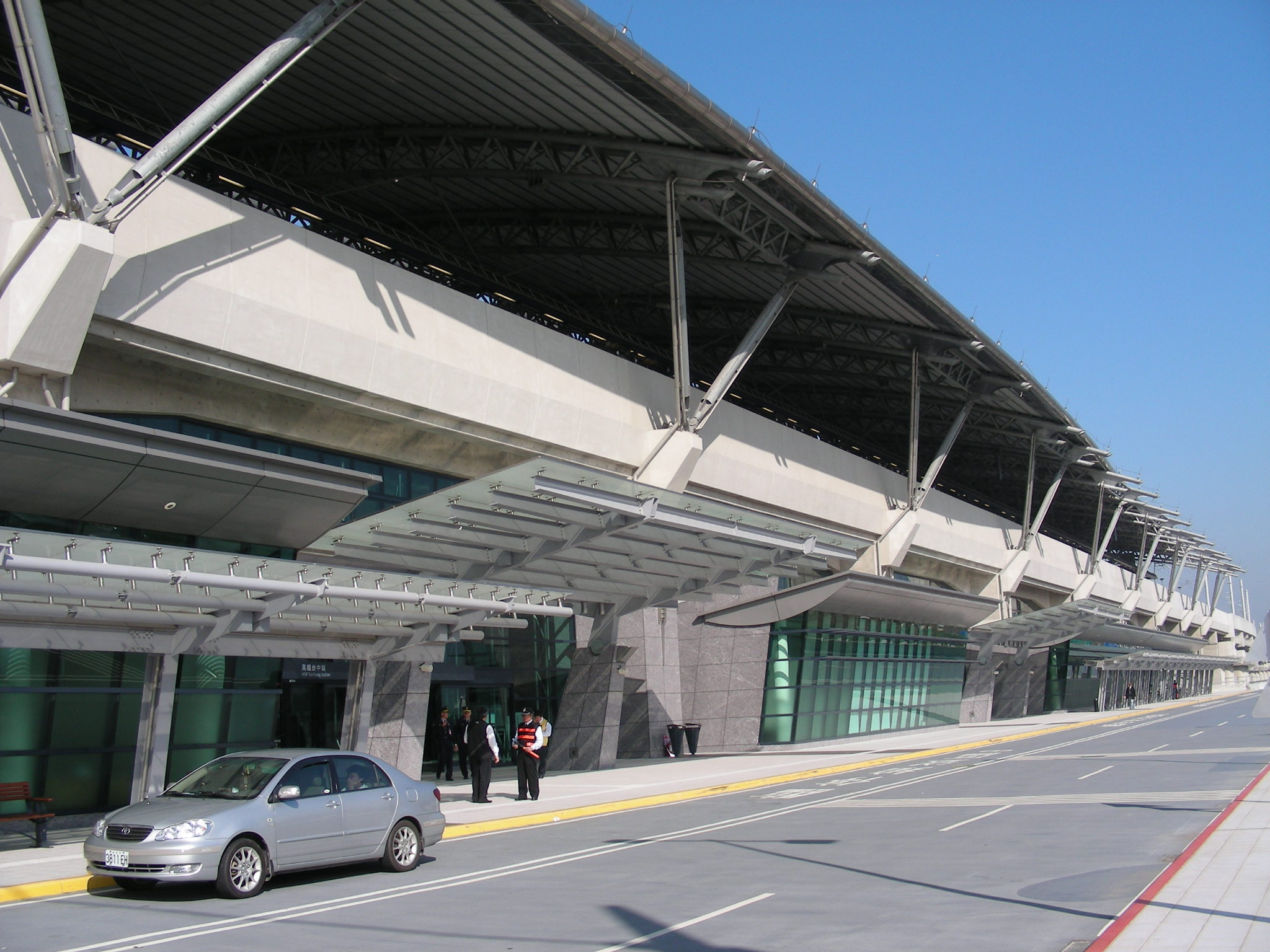
台灣高鐵臺中站

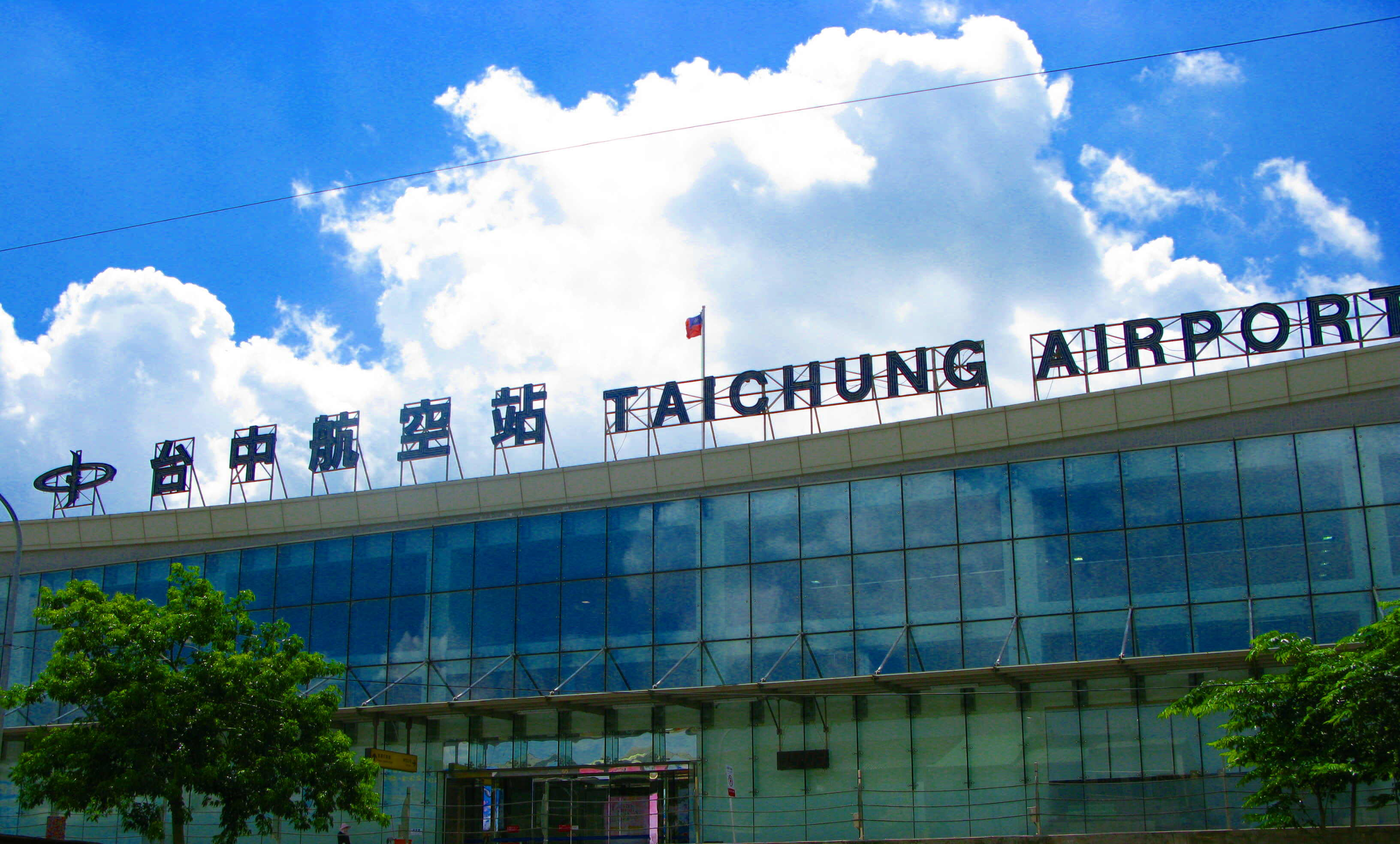
臺中清泉崗機場航站大廈

| 海岸線 - 日南車站 - 大甲車站 - 台中港車站（台中港線起點） - 清水車站 - 沙鹿車站 - 龍井車站 - 大肚車站 - 追分車站 | 山線 - 泰安車站 - 后里車站（已廢止之舊山線南端分歧點。） - 豐原車站（已廢止之東勢線起點。） - 潭子車站（已廢止之神岡線起點。） - 烏日車站 - 新烏日車站 - 成功車站 |

### 高速鐵路（台灣高鐵）
- 高鐵台中站

### 高速公路
| - 福爾摩沙高速公路 - 大甲交流道 - 中港系統交流道（連接國道四號） - 沙鹿交流道 - 龍井交流道 - 烏日交流道 - 中投交流道 - 霧峰交流道（連接台74線） - 霧峰系統交流道（連接國道六號） | - 中山高速公路 - 后里交流道 - 台中系統交流道（連接國道四號） - 豐原交流道 - 王田交流道 | - 台中環線 - 清水端 - 中港系統交流道（連接國道三號） - 神岡交流道 - 台中系統交流道（連接國道一號） - 后豐交流道 - 豐原端 | - 水沙連高速公路 - 霧峰系統交流道（連接國道三號） - 舊正交流道（連接烏溪橋） |

註：國道一號與國道三號的左右是按照地理位置編排。
| - 台1線：縱貫公路 - 台1乙線 - 台3線：內山公路 - 台8線：中橫公路 - 台8甲線：中橫公路，德基→上谷關西行車道，中斷無法通行 - 台10線 - 台10乙線 - 台12線 - 台13線：尖豐公路 - 台17線：西濱公路 - 台21線：山嶽縱貫公路 - 台63線：中投公路 | - 台61線：西濱快速道路 - 台74線：中彰快速道路 | - 縣道121號 - 縣道125號 - 縣道127號 - 縣道129號 - 縣道132號 - 縣道132甲線 - 縣道136號 - 縣道140號 |

| - 松柏漁港 - 五甲漁港 - 梧棲漁港 - 臺中港 | - 台中清泉崗機場 |

## 教育

### 大專院校
- 國立勤益科技大學
- 靜宜大學
- 亞洲大學
- 朝陽科技大學
- 弘光科技大學
- 修平技術學院

### 高中職
太平市
- 臺中縣立長億高級中學
- 臺中縣私立華盛頓高級中學
- 臺中縣私立慈明高級中學

大里市
- 國立大里高級中學
- 臺中縣立大里高級中學
- 臺中縣私立立人高級中學
- 臺中縣私立大明高級中學
- 臺中縣私立僑泰高級中學
- 臺中縣私立青年高級中學

霧峰鄉
- 國立霧峰高級農工職業學校
- 臺中縣私立明台高級中學

烏日鄉
- 臺中縣私立明道高級中學

豐原市
- 國立豐原高級中學
- 國立豐原高級商業職業學校

后里鄉
- 臺中縣立后綜高級中學
- 國立臺中啟明學校

東勢鎮
- 國立東勢高級工業職業學校
- 臺中縣私立玉山高級中學

新社鄉
- 臺中縣立新社高級中學

潭子鄉
- 臺中縣私立常春藤高級中學
- 臺中縣私立弘文高級中學

大雅鄉
- 國立中科實驗高級中學
- 臺中縣私立惠明學校

沙鹿鎮
- 國立沙鹿高級工業職業學校

梧棲鎮
- 臺中縣立中港高級中學

清水鎮
- 國立清水高級中學
- 臺中縣私立嘉陽高級中學

大甲鎮
- 國立大甲高級中學
- 國立大甲高級工業職業學校
- 臺中縣私立致用高級中學

## 觀光與文化

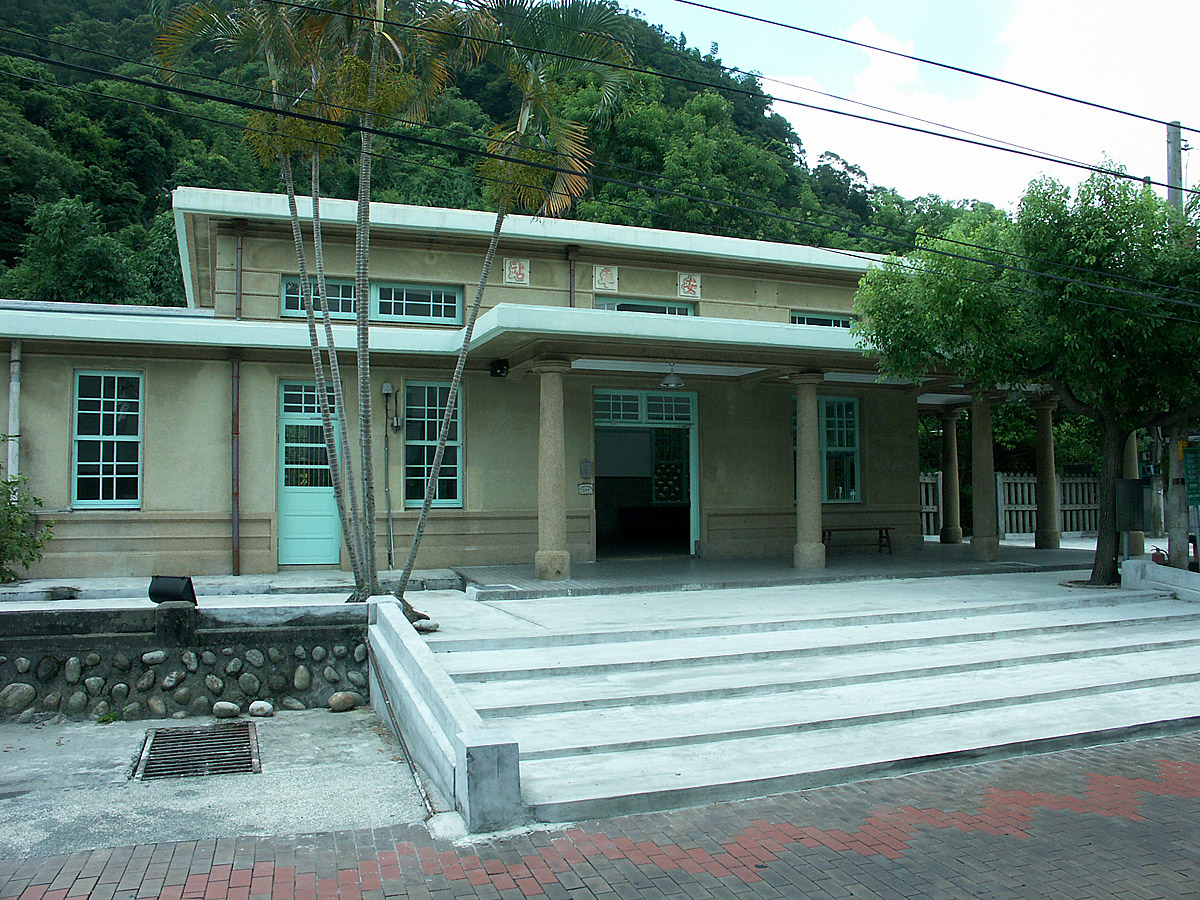
舊泰安車站

古蹟文物
內政部二級古蹟
- 霧峰林家宅園

內政部三級古蹟
- 社口林宅
- 大甲文昌祠
- 磺溪書院
- 林氏貞孝坊
- 吳鸞旂墓園

國定古蹟
- 潭子鄉摘星山莊
- 神岡鄉筱雲山莊
- 舊山線泰安車站
- 內埔庄役場（今后里區公所）
- 海線清水車站

文化機構
- 立法院議政博物館
- 臺中縣港區藝術中心
- 臺中縣屯區藝文中心
- 臺中縣文化局
- 臺中縣立文化中心
- 台中兒童藝術館
- 各鄉鎮市圖書館
- 台中縣地方文化館

旅遊景點
- 太魯閣國家公園
- 雪霸國家公園
- 參山國家風景區之梨山風景區
- 德基水庫風景區
- 森林遊樂區
  - 武陵森林遊樂區
  - 大雪山森林遊樂區
  - 八仙山國家森林遊樂區
- 龍谷天然遊樂區
- 谷關風景區、谷關溫泉
- 鐵砧山風景區
- 九二一地震教育園區
- 高美濕地
- 東豐自行車綠廊
- 后豐鐵馬道
- 潭雅神自行車道
- 大安溪大峽谷
- 月眉育樂世界
- 大甲鎮瀾宮
- 清水紫雲巖
- 豐原慈濟宮
- 后里馬場
- 月眉糖廠
- 梧棲漁港
- 大肚山萬里長城登山步道
- 臺灣省議會紀念園區
- 清水服務區

## 文學
文學史及其相關論述
目前為止，有楊翠《台中縣文學發展史》、陳玉滿等多人合著的《台中縣文學發展史：田野調查報告書》、陳明台《台中市文學史初編》。碩博士論文方面，有：蘇玉筑〈當代台灣「大台中」書寫─以中、彰、投四縣市作家作品為探討對象〉、郭貞蘭〈台中縣大屯區傳說故事研究〉、劉肇中〈台中東勢客家民間故事研究〉、趙雅玲〈大肚地區民間文學之研究〉、張宏誠〈台灣解嚴後縣市文學獎研究(1987~2010)〉等。
民間文學的採編、出版
- 胡萬川總編的《潭子鄉閩南語謠諺集》、《大甲鎮閩南語故事集》、《大甲鎮閩南語歌謠集》、《大安鄉閩南語故事集》(一)~(三)、《大安鄉閩南語歌謠集》、《外埔鄉閩南語故事集》、《外埔鄉閩南語歌謠集》、《石岡鄉客語歌謠集》(一)~(二)、《石岡鄉閩南語歌謠集》(一)~(二)、《沙鹿鎮閩南語故事集》、《沙鹿鎮閩南語歌謠集》(一)~(三)、《沙鹿鎮諺語、謎語集》、《東勢鎮客語故事集》(一)~(七)、《東勢鎮客語歌謠集》(一)~(二)、《東勢鎮閩南語故事集》、《和平鄉泰雅族故事歌謠集》、《梧棲鎮閩南語故事集》(一)~(二)、《新社鄉閩南語故事集》(一)~(二) 等。

- 林沉默著《新編台中縣地方唸謠：臺灣囝仔歌》；縣立文化中心編《台中縣客語歌謠》；沙鹿鎮公所製作《台中縣閩南語歌謠專輯》；浦忠勇編、著《台灣鄒族民間歌謠》。

基金會及文學社團
推廣及贊助文學活動的基金會，有「鄭順娘文教公益基金會」。；全國性的文學團體有「台灣省文藝作家協會」、「台灣現代詩人協會」。
文學活動
台中縣文化局在民國90年6月25日啟用台中縣「作家之屋」，該屋原是台中櫟社詩人張麗俊的故居，被闢為「作家之屋」，除了古蹟再利用、保存詩人的文物之外，還有保存台中縣文學史料的作用。在刊物的編輯、出版方面，台中縣立文化中心時期，以及五都改制以前的台中縣文化局，持續發行《中縣文獻》、《中縣文藝》。

## 姊妹縣市
臺中縣至廢除前曾締結七個姐妹城市：
- 美国南卡罗来纳州桑特郡
- 美国加利福尼亚州康特拉科斯塔县
- 美国俄亥俄州蒙哥馬利郡
- 美国纽约州拿索郡
- 日本鳥取縣三朝町
- 墨西哥下加利福尼亞州墨西加利
- 法國塞纳-马恩省比西圣乔治

## 統計
| 排名 | 本籍             | 臺中縣人口 | 比率   |
| ---- | ---------------- | ---------- | ------ |
| 1    | 臺中縣           | 870,605    | 67.7%  |
| 2    | 中國大陸各省市籍 | 103,836    | 8.1%   |
| 3    | 彰化縣           | 59,900     | 4.7%   |
| 4    | 南投縣           | 48,693     | 3.8%   |
| 5    | 臺中市           | 35,433     | 2.8%   |
| 6    | 雲林縣           | 30,380     | 2.4%   |
| 7    | 苗栗縣           | 24,270     | 1.9%   |
| 8    | 嘉義縣           | 18,816     | 1.5%   |
| 9    | 臺南縣           | 16,040     | 1.2%   |
| 10   | 屏東縣           | 12,912     | 1.0%   |
| 11   | 臺北縣           | 8,617      | 0.7%   |
| 12   | 高雄縣           | 8,508      | 0.7%   |
| 13   | 臺東縣           | 6,690      | 0.5%   |
| 14   | 臺北市           | 5,663      | 0.4%   |
| 15   | 桃園縣           | 5,265      | 0.4%   |
| 16   | 花蓮縣           | 4,955      | 0.4%   |
| 17   | 新竹縣           | 4,308      | 0.3%   |
| 18   | 宜蘭縣           | 4,098      | 0.3%   |
| 19   | 高雄市           | 3,617      | 0.3%   |
| 20   | 臺南市           | 2,332      | 0.2%   |
| 21   | 澎湖縣           | 2,321      | 0.2%   |
| 22   | 嘉義市           | 2,311      | 0.2%   |
| 23   | 基隆市           | 1,920      | 0.1%   |
| 24   | 金門縣           | 1,847      | 0.1%   |
| 25   | 新竹市           | 960        | 0.1%   |
| 26   | 外國籍           | 570        | 0.0%   |
| 27   | 連江縣           | 162        | 0.0%   |
|      | 總計             | 1,285,029  | 100.0% |